# Seekarlspitze
La Seekarlspitze est une montagne qui s’élève à 2 261 m d’altitude dans les Alpes de Brandenberg, en Autriche.